# Список птиц Сент-Китса и Невиса
Список птиц Сент-Китса и Невиса, согласно данным Bird Checklists of the World, по состоянию на июль 2022 года, включает в себя 236 видов. Из них 171 — редко встречающиеся виды, 7 были интродуцированы человеком, 1 является эндемиком, а 3 были истреблены. В списке также представлены названия видов на латинском языке.

## Отряд:Гусеобразные(Anseriformes)

### Утиные(Anatidae)
- Белолицая свистящая утка (Dendrocygna viduata)
- Чернобрюхая свистящая утка (Dendrocygna autumnalis)
- Кубинская свистящая утка (Dendrocygna arborea)
- Рыжая свистящая утка (Dendrocygna bicolor)
- Каролинская утка (Aix sponsa)
- Голубокрылый чирок (Spatula discors)
- Коричневый чирок (Spatula cyanoptera)
- Широконоска (Spatula clypeata)
- Серая утка (Mareca strepera)
- Американская свиязь (Mareca americana)
- Кряква (Anas platyrhynchos)
- Белощёкая шилохвость (Anas bahamensis)
- Шилохвость (Anas acuta)
- Зеленокрылый чирок (Anas crecca)
- Парусиновый нырок (Aythya valisineria)
- Американский красноголовый нырок (Aythya americana)
- Ошейниковая чернеть (Aythya collaris)
- Морская чернеть (Aythya marila)
- Американская морская чернеть (Aythya affinis)
- Хохлатый крохаль (Lophodytes cucullatus)
- Средний крохаль (Mergus serrator)
- Масковая савка (Nomonyx dominicus)
- Американская савка (Oxyura jamaicensis)

## Отряд:Курообразные(Galliformes)

### Цесарковые(Numididae)
- Обыкновенная цесарка (Numida meleagris)

### Зубчатоклювые куропатки(Odontophoridae)
- Виргинская американская куропатка (Colinus virginianu)

### Фазановые(Phasianidae)
- Банкивская джунглевая курица (Gallus ga

## Отряд:Фламингообразные(Phoenicopteridae)

### Фламинговые(Phoenicopteridae)
- Красный фламинго (Phoenicopterus ruber)

## Отряд:Голубеобразные(Columbiformes)

### Голубиные(Columbidae)
- Сизый голубь (Columba livia)
- Красношейный голубь (Patagioenas squamosa)
- Белошапочный голубь (Patagioenas leucocephala)
- Кольчатая горлица (Streptopelia decaocto)
- Воробьиная земляная горлица (Columbina passerina)
- Красный земляной голубь (Geotrygon montana)
- Усатая перепелиная горлица (Geotrygon mystacea)
- Белокрылая горлица (Zenaida asiatica)
- Антильская горлица (Zenaida aurita)

## Отряд:Кукушкообразные(Cuculiformes)

### Кукушковые(Cuculidae)
- Ани (Crotophaga ani)
- Желтоклювая американская кукушка (Coccyzus americanus)
- Мангровая кукушка (Coccyzus minor)
- Черноклювая американская кукушка (Coccyzus erythropthalmus)

## Отряд: Козодоеобразные (Caprimulgiformes)

### Настоящие козодои(Caprimulgidae)
- Виргинский сумеречный козодой (Chordeiles minor)
- Антильский сумеречный козодой (Chordeiles gundlachii)
- Каролинский козодой (Antrostomus carolinensis)

## Отряд:Стрижеобразные(Apodiformes)

### Стрижиные(Apodidae)
- Чёрный американский стриж
- Ошейниковый американский стриж (Streptoprocne zonaris)
- Малый антильский стриж  (Chaetura martinica)

### Колибри
- Пурпурный колибри (Eulampis jugularis)
- Карибский колибри  (Eulampis holosericeus)
- Хохлатый колибри (Orthorhyncus cristatus)

## Отряд:Журавлеобразные(Gruiformes)

### Пастушковые(Rallidae)
- Rallus crepitans
- Каролинский погоныш (Porzana carolina)
- Gallinula galeata
- Американская лысуха (Fulica americana)
- Малая султанка (Porphyrio martinica)

## Отряд:Ржанкообразные(Charadriiformes)

### Шилоклювковые(Recurvirostridae)
- Американский ходулочник (Himantopus mexicanus)
- Американская шилоклювка (Recurvirostra americana)

### Кулики-сороки(Haematopus)
- Американский кулик-сорока (Haematopus palliatus)

### Ржанковые(Charadriidae)
- Тулес (Pluvialis squatarola)
- Американская бурокрылая ржанка (Pluvialis dominica)
- Бурокрылая ржанка (Pluvialis fulva)
- Крикливый зуёк (Charadrius vociferus)
- Перепончатопалый галстучник (Charadrius semipalmatus)
- Желтоногий зуёк (Charadrius melodus)
- Зуёк Вильсона (Charadrius wilsonia)
- Воротничковый зуёк (Anarhynchus collaris)
- Снежный зуёк (Anarhynchus nivosus)

### Бекасовые(Scolopacidae)
- Американский средний кроншнеп (Numenius hudsonicus)
- Большой веретенник (Limosa limosa)
- Канадский веретенник (Limosa haemastica)
- Пятнистый веретенник (Limosa fedoa)
- Камнешарка (Arenaria interpres)
- Исландский песочник (Calidris canutus)
- Турухтан (Calidris pugnax)
- Ходулочниковый песочник (Calidris himantopus)
- Краснозобик (Calidris ferruginea)
- Песчанка (Calidris alba)
- Чернозобик (Calidris alpina)
- Бэрдов песочник (Calidris bairdii)
- Песочник-крошка (Calidris minutilla)
- Бонапартов песочник (Calidris fuscicollis)
- Канадский песочник (Calidris subruficollis)
- Дутыш (Calidris melanotos)
- Малый песочник (Calidris pusilla)
- Перепончатопалый песочник (Calidris mauri)
- Короткоклювый бекасовидный веретенник (Limnodromus griseus)
- Американский бекасовидный веретенник (Limnodromus scolopaceus)
- Американский бекас (Gallinago delicata)
- Трёхцветный плавунчик (Phalaropus tricolor)
- Пятнистый перевозчик (Actitis macularius)
- Улит-отшельник (Tringa solitaria)
- Желтоногий улит (Tringa flavipes)
- Перепончатопалый улит (Tringa semipalmatus)
- Пёстрый улит (Tringa melanoleuca)

### Поморники(Stercorarius)
- Средний поморник (Stercorarius pomarinus)
- Короткохвостый поморник (Stercorarius parasiticus)
- Длиннохвостый поморник (Stercorarius longicaudus)

### Чайковые(Laridae)
- Бонапартова чайка (Chroicocephalus philadelphia)
- Озёрная чайка (Chroicocephalus ridibundus)
- Ацтекская чайка (Leucophaeus atricilla)
- Делавэрская чайка (Larus delawarensis)
- Американская серебристая чайка (Larus smithsonianus)
- Клуша (Larus fuscus)
- Морская чайка (Larus marinus)
- Обыкновенная глупая крачка (Anous stolidus)
- Тёмная крачка (Onychoprion fuscatus)
- Бурокрылая крачка (Onychoprion anaethetus)
- Карликовая крачка (Sternula antillarum)
- Чайконосая крачка (Gelochelidon nilotica)
- Чеграва (Hydroprogne caspia)
- Чёрная болотная крачка (Chlidonias niger)
- Розовая крачка (Sterna dougallii)
- Речная крачка (Sterna hirundo)
- Полярная крачка (Sterna paradisaea)
- Крачка Форстера (Sterna forsteri)
- Королевская крачка (Thalasseus maximus)
- Пестроносая крачка (Thalasseus sandvicensis)
- Чёрный водорез (Rynchops niger)

## Отряд:Фаэтонообразные(Phaethontiformes)

### Фаэтоновые(Phaethontidae)
- Белохвостый фаэтон (Phaethon lepturus)
- Красноклювый фаэтон (Phaethon aethereus)

## Отряд:Буревестникообразные(Procellariiformes)

### Качурки(Hydrobatidae)
- Качурка Вильсона (Oceanites oceanicus)

### Буревестниковые(Procellariidae)
- Тринидадский тайфунник (Pterodroma arminjoniana)
- Pterodroma heraldica
- Черношапочный тайфунник (Pterodroma hasitata)
- Буревестник Кори (Calonectris diomedea)
- Серый буревестник (Ardenna grisea)
- Большой пестробрюхий буревестник (Ardenna gravis)
- Обыкновенный буревестник (Puffinus puffinus)
- Буревестник Одёбона (Puffinus lherminieri)

## Отряд:Олушеобразные(Suliformes)

### Фрегаты(Fregata)
- Великолепный фрегат (Fregata magnificens)

### Олушевые(Sulidae)
- Голуболицая олуша (Sula dactylatra)
- Бурая олуша (Sula leucogaster)
- Красноногая олуша (Sula sula)

### Змеешейки(Anhinga)
- Американская змеешейка

### Баклановые(Phalacrocoracidae)
- Ушастый баклан (Nannopterum auritus)
- Зелёный баклан (Nannopterum brasilianum)

## Отряд:Пеликанообразные(Pelecaniformes)

### Цаплевые(Ardeidae)
- Американская выпь (Botaurus lentiginosus)
- Индейский волчок (Botaurus exilis)
- Большая голубая цапля (Ardea herodias)
- Серая цапля (Ardea cinerea)
- Большая белая цапля (Ardea alba)
- Малая белая цапля (Egretta garzetta)
- Белая американская цапля (Egretta thula)
- Малая голубая цапля (Egretta caerulea)
- Трёхцветная цапля (Egretta tricolor)
- Рыжеватая цапля (Egretta rufescens)
- Bubulcus ibis
- Американская зелёная кваква (Butorides virescens)
- Обыкновенная кваква (Nycticorax nycticorax)
- Желтоголовая кваква (Nyctanassa violacea)

### Ибисовые(Threskiornithidae)
- Каравайка (Plegadis falcinellus)
- Розовая колпица (Platalea ajaja)

## Отряд:Ястребообразные(Accipitriformes)

### Американские грифы(Cathartidae)
- Гриф-индейка (Cathartes aura)

### Скопиные(Pandionidae)
- Скопа (Pandion haliaetus)

### Ястребиные(Accipitridae)
- Американский лунь (Circus hudsonius)
- Полосатый ястреб (Accipiter striatus)
- Чёрный крабовый канюк (Buteogallus anthracinus)
- Ширококрылый канюк (Buteo platypterus)
- Краснохвостый сарыч (Buteo jamaicensis)

## Отряд:Совообразные(Strigiformes)

### Сипуховые(Tytonidae)
- Tyto furcata

### Совиные(Strigidae)
- Кроличий сыч

## Отряд:Ракшеобразные(Coraciiformes)

### Зимородковые(Alcedinidae)
- Опоясанный пегий зимородок (Megaceryle alcyon)

## Отряд:Дятлообразные(Piciformes)

### Дятловые(Picidae)
- Желтобрюхий дятел-сосун (Sphyrapicus varius)

## Отряд:Соколообразные(Falconiformes)

### Соколиные(Falconidae)
- Воробьиная пустельга (Falco sparverius)
- Дербник (Falco columbarius)
- Сапсан (Falco peregrinus)

## Отряд:Воробьинообразные(Passeriformes)

### Тиранновые(Tyrannidae)
- Белобрюхая эления (Elaenia martinica)
- Толстоголовый желтобрюхий тиранн (Myiarchus stolidus)
- Myiarchus oberi (Myiarchus oberi)
- Королевский тиранн (Tyrannus tyrannus)
- Серый королевский тиранн (Tyrannus dominicensis)
- Вилохвостый королевский тиранн (Tyrannus savana)
- Ширококлювый пиви (Contopus latirostris)

### Виреоновые(Vireonidae)
- Желтогорлый виреон (Vireo flavifrons)
- Черноусый виреон (Vireo altiloquus)

### Ласточковые(Hirundinidae)
- Береговушка (Riparia riparia)
- Древесная американская ласточка (Tachycineta bicolor)
- Пурпурная лесная ласточка (Progne subis)
- Доминиканская лесная ласточка (Progne dominicensis)
- Деревенская ласточка (Hirundo rustica)
- Белолобая горная ласточка (Petrochelidon pyrrhonota)

### Пересмешниковые(Mimidae)
- Чешуегрудый крикливый пересмешник (Allenia fusca)
- Жемчужноглазый крикливый пересмешник (Margarops fuscatus)
- Cinclocerthia ruficauda
- Коричневый пересмешник (Toxostoma rufum)
- Саванный пересмешник (Mimus gilvus)

### Дроздовые(Turdidae)
- Бурый короткоклювый дрозд (Catharus fuscescens)
- Дрозд Свенсона (Catharus ustulatus)
- Гологлазый дрозд (Turdus nudigenis)

### Вьюрковые ткачики(Estrildidae)
- Чешуйчатогрудая амадина (Lonchura punctulata)

### Воробьиные(Passeridae)
- Домовый воробей

### Вьюрковые(Вьюрковые)
- Chlorophonia flavifrons

### Трупиаловые(Icteridae)
- Рисовая птица (Dolichonyx oryzivorus)
- Балтиморская иволга (Icterus galbula)
- Блестящий коровий трупиал (Molothrus bonariensis)
- Траурный гракл (Quiscalus lugubris)

### Древесницевые(Parulidae)
- Золотоголовый дроздовый певун
- Настоящая червеедка (Helmitheros vermivorum)
- Белобровый дроздовый певун (Parkesia motacilla)
- Речной певун (Parkesia noveboracensis)
- Золотокрылый пеночковый певун (Vermivora chrysoptera)
- Пегий певун (Mniotilta varia)
- Лимонный певун (Protonotaria citre)
- Кентуккский масковый певун (Geothlypis formosa)
- Желтогорлый певун (Geothlypis trichas)
- Капюшонная вильсония (Setophaga citrina)
- Американская горихвостка (Setophaga ruticilla)
- Тигровый лесной певун (Setophaga tigrina)
- Белоглазая парула (Setophaga americana)
- Магнолиевый лесной певун (Setophaga magnolia)
- Жёлтая древесница (Setophaga petechia)
- Желтошапочный лесной певун (Setophaga pensylvanica)
- Пестрогрудый лесной певун (Setophaga striata)
- Синеспинный лесной певун (Setophaga caerulescens)
- Сосновый лесной певун (Setophaga pinus)
- Миртовый лесной певун (Setophaga coronata)
- Желтогорлый лесной певун (Setophaga dominica)
- Прерийный лесной певун (Setophaga discolor)
- Антильский лесной певун (Setophaga adelaidae)
- Зелёный лесной певун (Setophaga virens)

### Кардиналовые(Cardinalidae)
- Алая пиранга (Piranga rubra)
- Красно-чёрная пиранга (Piranga olivacea)
- Красногрудый дубоносовый кардинал (Pheucticus ludovicianus)
- Голубая гуирака (Passerina caerulea)
- Индиговый овсянковый кардинал (Passerina cyanea)

### Танагровые(Thraupidae)
- Жёлтый пунский вьюрок (Sicalis luteola)
- Банановый певун (Coereba flaveola)
- Сент-Китская снегирёвая овсянка (Melopyrrha grandis)
- Большой антильский снегирь (Melopyrrha violacea)
- Малый антильский снегирь (Loxigilla noctis)
- Чернолицый вьюрок-тиарис (Melanospiza bicolor)
- Овсянка желтобрюхая (Sporophila nigricollis)
- Полосатый сальтатор (Saltator albicollis)